# Eiphosoma septentrionale
Eiphosoma septentrionale är en stekelart som beskrevs av Charles Thomas Brues 1911. Eiphosoma septentrionale ingår i släktet Eiphosoma och familjen brokparasitsteklar. Inga underarter finns listade i Catalogue of Life.